# ブルーノ・ズミノ
ブルーノ・ズミノ（Bruno Zumino, 1923年4月23日 - 2014年6月22日）はイタリアの理論物理学者。

## 経歴
ローマ出身。1945年にローマ・ラ・サピエンツァ大学で博士号を取得し、1951年にニューヨーク大学助手となり、1953年に助教授に就任した。1959年から翌年までプリンストン高等研究所に所属し、1968年からはCERNに所属した。1981年にカリフォルニア大学バークレー校物理学教授として赴任し、1994年に退官し名誉教授となった。
ゲルハルト・リューダーズ（Gerhard Lüders）とともにCPT対称性を証明した。また、ユリウス・ヴェスとともにヴェス・ズミノ模型、さらにヴェス、エドワード・ウィッテン、セルゲイ・ノヴィコフともにWZWモデルを構築した。

## 受賞歴
- 1987年 - ICTPのディラック・メダル
- 1988年 - ハイネマン賞数理物理学部門
- 1989年 - マックス・プランク・メダル
- 1992年 - マックス・プランク賞
- 1992年 - ウィグナー・メダル
- 1992年 - フンボルト賞

## 参照
- Bruno Zumino - Mathematics Genealogy Project
- Zumino's faculty page at Berkeley